# Axel Frischmilch
Axel Frischmilch war der Produktname der Frischmilch des Molkereikonzerns Südmilch, Stuttgart, die in Tetra Paks oder als sogenannte Schlauchmilch im Lebensmittelhandel verkauft wurde.
Mit der Bezeichnung wurde teilweise auch nur das Comic-Rind, welches die Verkaufspackungen zierte, bezeichnet. Dieses war von Walter Neugebauer, Kurt Italiaander und Gisela Künstner entwickelt worden, die bis 1973 für Rolf Kauka Comics gezeichnet hatten.
Bereits vor der Eingliederung der Südmilch AG in die Campina AG, Heilbronn, wurde der Name Axel Frischmilch aufgegeben.
Anfang der 2000er wurde die Figur von der Omira (Oberland Milchverwertung Ravensburg) GmbH wieder als Werbeträger verwendet.
Seit 2021 besitzen die Milchwerke Schwaben die Rechte an der Figur. Seit Juni 2023 wird diese unter neuem Namen (Axel Weidemilch) und neuer Gestaltung wieder als Werbeträger verwendet.